# 尤溪站
尤溪站，位于中华人民共和国福建省三明市尤溪县西城镇团结村，是昌福铁路上的火车站，于2013年9月26日启用营运，现由南昌铁路局永安车务段管辖。

## 車站構造
因车站站房建于半山腰上，与山下的主干道304省道高差32米，地形处理和交通联系带来很大的施工难度，设计时融入梯田的理念。另外，尤溪县为朱熹的故居，站前广场的文化柱、文化墙、线雕画结合了朱子文化。

## 車站周邊
- 尤溪汽车西站
- 尤溪五中
- 上源村卫生所
- 世纪阳光集团尤溪生产基地
- 尤溪橡树湾商务酒店
- 尤溪县自来水厂西城营业厅
- 西城镇政府
- 尤溪县西城国土所
- 怡家公寓]
- 尤溪县西城镇劳动保障所
- 尤溪县西城地税局
- 中国农业银行尤溪县支行
- 中国邮政储蓄银行尤溪西城营业所
- 尤溪县西城中心小学

## 歷史
- 2013年9月26日通车启用。

## 外部連結
- 中国铁路客户服务中心 （页面存档备份，存于）